# Jewhen Szyman
Jewhen Ołeksandrowycz Szyman, ukr. Євген Олександрович Шиман (ur. 13 czerwca 1980 w Kijowie) – ukraiński piłkarz, grający na pozycji obrońcy.

## Kariera piłkarska

### Kariera klubowa
W 1997 roku rozpoczął karierę piłkarską w amatorskim zespole Podatkowa Akademia Irpień. W 1999 został piłkarzem Obołoni Kijów. Na początku 2001 przeniósł się do CSKA Kijów, skąd został wypożyczony do klubu Systema-Boreks Borodzianka. Podczas przerwy zimowej sezonu 2003/04 wyjechał do Mołdawii, gdzie podpisał kontrakt z Sheriffem Tyraspol. Latem 2005 powrócił do Ukrainy, gdzie zasilił skład Heliosu Charków. W 2006 ponownie wyjechał za granicę, gdzie bronił barw klubów MKT-Araz İmişli i Hetman Zamość. Przez ciężką sytuację finansową odszedł z polskiego klubu i w 2007 roku grał w amatorskich zespołach O.L.KAR. Szarogród i FK Nieżyn. W 2008 został zaproszony do Zirki Kirowohrad. W sezonie 2009/10 występował w Stali Poniatowa, po czym zakończył karierę piłkarską.

## Sukcesy i odznaczenia

### Sukcesy klubowe
- mistrz Mołdawii: 2004, 2005
- finalista Pucharu Mołdawii: 2004